# Harsányi Gábor (színművész)
Harsányi Gábor (Budapest, 1945. június 15.) Kossuth- és kétszeres Jászai Mari-díjas magyar színész, író, drámaszerző, érdemes művész. Felesége Harsányi Ildikó. Két leányuk és egy fiuk van: Melinda, Ditta, Viktor.

## Életpályája
Alapfokú tanulmányait a Medve utcai általános iskolában végezte, majd a budafoki Budai Nagy Antal Gimnáziumban tanult tovább és érettségizett 1963-ban. 1964–68 között kijárta a Színház- és Filmművészeti Főiskolát.
Karrierje a Thália Színház társulatánál indult (1968–79). Országos ismertségre és népszerűségre a főműsoridőben bemutatott, a kor legjobb színészeit felvonultató, igen nagy nézettséget elért Jó estét nyár, jó estét szerelem című kétrészes tv-film főszereplőjének, a görög diplomatát játszó Sötétruhás fiúnak, valamint az Egy óra múlva itt vagyok c. tévésorozat Láng Vincéjének megformálásával tett szert. Ezek nyomán 80 televíziós és színpadi főszerepet kapott.
További népszerűséget hozott számára Szenes–Havasy szerzeménye, a Rézmozsarat vegyenek c. sláger, azután a Palacsintás király c. mesefilm, majd két tévésorozat, a Linda és az Öregberény. Később a Mafilmhez került négy évre (1979–83). 1983–89 között a Nemzeti Színház tagja volt; 1982-ben a Karinthy Színház egyik alapítója, majd társigazgatója, 1995-től pedig a Vidám Színpad tagja. 2000 és 2014 között az Újpest Színház művészeti vezetője. Népszerű szinkronszínész. Színdarabjait országszerte játsszák mind a mai napig.

## Munkássága

### Színpadi szerepei
- Örkény István: Tóték....Őrnagy
- Steinbeck: Egerek és emberek....George
- Hašek – Burian: Svejk, a derék katona....Svejk
- Ben Johnson: Volpone....Corbaccio
- Rose: Tizenkét dühös ember....A 7. esküdt
- Szomory Dezső: Botrány az Ingeborg koncerten....Révész
- Shakespeare: Rómeó és Júlia....Lőrinc barát
- Arisztophanes: A nőuralom....Cremes
- Neil Simon: Napsugár fiúk....Willie Clark
- Szigligeti Ede: Liliomfi....Kányai
- Vaszary Gábor: Ki a hunyó, avagy Bubus....Kondorka tanár
- Anna csak egy van....Bernard
- Bolond nyár....Altató orvos
- Mindenki mondjon le?!
- Nejcserés támadás
- Valami Magyarország
- Leszállás Párizsban
- Aszlányi Károly: Amerikai komédia
- Shakespeare: Rómeó és Júlia....Mercutio (Szegeden)[5]

### Rendezései
- Síposhegyi Péter: Kikötő
- Shakespeare: Rómeó és Júlia
- Gyarmathy István: Király történet
- Ady és mi
- Ami megmarad…
- Erotica a Westenden
- Harsányi Gábor: Nejem a Neten

### Filmjei

#### Játékfilmek
- Nyár a hegyen (1967)
- Fiúk a térről (1967)
- A Pál utcai fiúk (1968)
- Mi lesz veled, Eszterke? (1968)....Dénes
- Eltávozott nap (1968)
- Tiltott terület (1968)
- Egri csillagok I–II. (1968)
- A beszélő köntös (1969)
- Imposztorok (1969)
- Magasiskola (1970)
- Szemtől szembe (1970)
- Gyula vitéz télen-nyáron (1970)
- Én vagyok Jeromos (1970)
- Hekus lettem (1972)
- Kakuk Marci (1973)
- Egy srác fehér lovon (1973)
- Az öreg (1975)
- A Pincérfrakk utcai cicák (1976)....mesélő
- Égigérő fű (1979)
- Kojak Budapesten (1980)
- A mérkőzés (1981)
- Hófehér (1983, rajzfilm)....Jakab hangja
- Liza, a rókatündér (2015).... narrátor
- Szimpla manus (2022)

#### Tévéfilmek
- Fiorenza (1967)
- Bors (1968)
- Tizennégy vértanú (1970)
- Őrjárat az égen 1–4. (1970)
- A kolozsvári bíró (1971)
- Egy óra múlva itt vagyok… (1971, tv-sorozat)....Láng Vince
- Jó estét nyár, jó estét szerelem I–II. (1972)....sötétruhás fiú / Viktor Edmon „görög diplomata”
- Sólyom a sasfészekben (1973, tv-sorozat)
- A palacsintás király 1-2. (1973)....udvari bolond
- A professzor a frontra megy (1973)
- Irgalom 1–3. (1973)
- Tigrisugrás (1974)
- Az Ezeregyéjszaka meséi (1974)
- Állítsátok meg Arturo Uit! (1975)
- Nero, a véres költő (1977)
- Mozgófénykép (1977)
- Illetlenek (1977)
- Az Isten is János (1977)
- Ady novellák (1977)
- A nagy ékszerész (1978)
- Január (1978)
- Vakáció a halott utcában (1978)
- Bolondok bálja (1978)
- A dicsekvő varga (1979)
- A világ közepe (1979)
- Gazdag szegények (1980)
- Indul a bakterház (1980)....csendőr
- Akarsz-e bohóc lenni?
- Hal négyesben
- Hulla-hopp
- Károly és a sült pulykák
- Kölcsönlakás
- A ravasz asszony
- Karcsi kalandjai (1980)
- Rettegés és ínség a Harmadik Birodalomban (1980)
- Hol colt, hol nem colt (1980)
- Bábel tornya (1981)
- A 78-as körzet (1982, tv-sorozat)
- Glória (1982)
- Társkeresés No. 1463 (1982)
- Mint oldott kéve 1–7. (1983)
- Az utolsó futam (1983)
- Lélekvándorlás (1983)
- Csodatopán (1984)
- Torta az égen (1984)
- Linda (1984, tv-sorozat)
- Jégapó (1984)
- Szellemidézés (1984)
- A zenélő golyóbisok (1987)
- Az én nevem Jimmy (1987)
- Angyalbőrben (1990)
- A próbababák bálja (1991)
- Família Kft. (1992, tv-sorozat)
- Öregberény (1993–95)
- Devictus vincit (1994)
- A körtvélyesi csíny (1995)
- Nyúlék (2002)
- A titkos háború (2002)
- Kabarémúzeum (2006)

## Szinkron

### Sorozatbeli szinkronszerepek
- Alex és bandája - Augusto Ferrari (Roberto Citran)
- Dempsey és Makepeace - James Dempsey (Michael Brandon)
- Második lehetőség - Salvador Lopez (Pepe Serna)
- Mork és Mindy avagy egy úr az űrből - Fred 'Fredzo' McConnell (Conrad Janis)
- Hank Zipzer - Mr Rock (Henry Winkler)
- Haszonlesők - Mr. Wilberforce Clayborne Humphries (John Inman)
- T.I.R. - Vanni (Christian Fremont) (első hang)
- Templomos lovagok kincsei - Jimmy (Joe Sheridan)
- Halló, halló! - Erich von Klinkerhoffen (Hilary Minster) 2. hang
- A láthatatlan ember - Robert Albert Hobbes (Paul Ben-Victor)
- Dr. Vegas- a szerencsedoki - Tommy Danko (Joe Pantoliano)
- Afrika gyöngyszeme - Américo Oliveira (Luís Mascarenhas)
- Szívtipró gimi - Nat Delaine (John Walton)
- Ments meg! - Jerry Reilly (Jack McGee)
- Doc Martin - Roger Fenn (Jeff Rawle)
- Dragon Ball - Pilaf (Chiba Shigeru)
- Dragon Ball GT - Pilaf (Chiba Shigeru)
- Dragon Ball Super - Pilaf (Chiba Shigeru)
- South Park - Jerome 'Séf' McElroy (Isaac Hayes)
- Hupikék törpikék - Sziamiaú-Frank Welker/Don Messick
- Jamie és a csodalámpa - Füligláb nyúl (2. hang)
- Praclifalva lakói - Pracli Papa (John Ingle)
- Rocko (1993-rajzfilm)....Melák (Tom Kenny)
- Shameless – Szégyentelenek – Frank Gallagher (William H. Macy)
- Archer - Woodhouse[6]
- Amerikai Horror Story: A gyilkos ház – Larry Harvey (Denis O'Hare)
- Thomas és barátai - Whiff (hangja) (Keith Wickham (Egyesült Királyság) / William Hope (USA))

### Filmes szinkronszerepek
- A halászkirály legendája (Robin Williams - Perry)
- Belfagor a pokolból (Mickey Rooney – Adramelek, 2. (RTL) szinkron)
- South Park – Nagyobb, hosszabb és vágatlan - Jerome 'Séf' McElroy (Isaac Hayes) (Filmmúzeumos szinkron)
- West Side Story - Riff (Russ Tamblyn)
- Hófehérke és a hét törpe - Szundi (Pinto Colvig)
- Óz, a csodák csodája - Hickory/Bádogember (Jack Haley)
- Stan és Pan az idegenlégióban - Stan (Stan Laurel)
- Pinokkió - Derék Rókus (Walter Catlett) (2. hang)
- A kis rókák - Sam Manders (Lucien Littlefield)
- A hölgyfodrász - Mario (Fernandel)
- Jack és a paszulyszár - Jack/Jack Strong (Lou Costello)
- Monsieur Bard különös óhaja - M. Chanteau (Louis de Funès)
- Váratlan - Wilson, Carney helyettese (Kem Dibbs)
- Udvari bolond - Hubert Hawkins (Danny Kaye)
- Van, aki forrón szereti - Pincér (1. magyar változat)/Jerry (2. magyar változat) (John Indrisano/Jack Lemmon)
- Aladdin csodái - Aladdin (Donald O`Connor)
- Árva Testvérek - Orikura szolgája
- Navarone ágyúi - Roy Franklin őrnagy (Anthony Quayle)
- Rettegés foka - Max Cady (Robert Mitchum)
- Dr. Strangelove - T.J. `King` Kong őrnagy (Slim Pickens)
- Folytassa, cowboy! - Nagy rakás (Charles Hawtrey)
- A makrancos hölgy - Grumio (Cyril Cusack)
- A kaktusz virága - Igor Sullivan (Rick Lenz)
- Neretvai csata - további magyar hang
- Vad banda - Tector Gorch (Ben Johnson)
- A nagy szépség - Jep Gambardella (Toni Servillo)
- Vesztesek és győztesek - John Miller százados (Richard Johnson)
- MASH - Henry Braymore Blake ezredes (Roger Bowen)
- A tábornok - Sir Bernard Law Montgomery tábornagy (Michael Bates)
- Vizsgálat egy minden gyanú felett álló polgár ügyében - Antonio Pace (Sergio Tramonti)
- Joe: az elfoglalt test - Tonelotti, a vállalkozó (Michel Galabru)
- A nagy Jake - további magyar hang
- A mező liliomai - Matej Hejge (Lotar Radványi)
- Sötét Torino - további magyar hang
- A stadion bolondjai - további magyar hang
- Robin Hood - János herceg (Peter Ustinov)
- Ruble Noon - Jonas Mandrin/Ruble Noon (Richard Crenna)
- Tavasz van, őrmester úr! - Wladyslaw Lichniak őrmester (Józef Nowak)
- Barátom, Spot - Pritt (David Soul)
- Cápa - Larry Vaughn polgármester (Murray Hamilton)
- Salò, avagy Szodoma 120 napja - Durcet bankár (Aldo Valletti)
- Csúfak és gonoszak - Plinio (Alfredo D`Ippolito)
- Egy kínai bukméker meggyilkolása - Mort Weil (Seymour Cassel)
- Piszkos Harry: Az igazságosztó - McKay százados/Huey (Bradford Dillman/Chuck Hicks)
- Harmadik típusú találkozások - projektvezető (J. Patrick McNamara)
- A mágus - Charles `Corky` Withers (Anthony Hopkins)
- A vadlibák - Pieter Coetze hadnagy (Hardy Krüger)
- A pacák - Navin R. Johnson/zsonglőr/Jackson/Fred (Steve Martin)
- Gong Show - önmaga (Chuck Barris)
- Gyilkossághoz öltözve - Marino nyomozó (Dennis Franz)
- Kicsi kocsi legújabb kalandjai - Sheppard (Richard Jaeckel)
- Lili Marleen - Aaron (Gottfried John)
- Bonnie és Clyde olasz módra - cserkész csapatvezető
- Az évszázad üzlete - Masaggi (Richard Libertini)
- Fantozzi tovább tűr - Ugo Fantozzi (Paolo Villaggio)
- Hófehér - Jakab
- A nagy tét - Koslo (Bruce Glover)
- Indiana Jones és a végzet temploma - Chattar Lal (Roshan Seth)
- Legjobb védekezés - Wylie Cooper (Dudley Moore)
- A smaragd románca - Ralph (Danny DeVito)
- Európai vakáció - Mr. Froeger (Paul Bartel)
- Kutyasors - további magyar hang
- Mad Max 3. - további magyar hang
- Krokodil Dundee - további magyar hang
- Rövidzárlat - Ötös (Tim Blaney)
- Alkalom szüli az orvost - Dr. Foster (Bob Dishy)
- Basil, a híres egérdetektív - Dr. David Q. Dawson (Val Bettin)
- Beverly Hills-i zsaru 2. - Harold Lutz rendőrfőnök (Allen Garfield)
- Beetlejuice – Kísértethistória - Betelgeuse (Michael Keaton)
- Egy másik asszony - pszichiáter (Michael Kirby)
- Gyilkos lövés - Norman (Richard Masur)
- A Jó, A Rossz és Foxi Maxi - Foxi Maxi (Daws Butler)
- A magas szőke + két szőke - Jean-Yves (Jean-Michel Dupuis)
- Halálos nyugalom - John Ingram (Sam Neill)
- Johnny, a jóarcú - Dr. Steven Fisher (Forest Whitaker)
- Országúti diszkó - grillbáros (Ancel Cook)
- A szerelem tengere - további magyar hang
- V. Henrik - Fluellen (Ian Holm)
- Bosszúálló angyal - további magyar hang
- Hiúságok máglyája - Martin nyomozó (Barton Heyman)
- Nagymenők - Paul Cicero (Paul Sorvino)
- Ők is a fejükre estek - Rashid (Kurt Egelhof)
- Péter Meseországban - további magyar hang
- Véres leszámolás - Whistler seriff (Bo Hopkins)
- Oscar - Aldo (Peter Riegert)
- Rocketeer - Wolinski FBI-ügynök (James Handy)
- Irány a nagyi! - Gremp nyomozó (Stuart Margolin)
- Rendőrsztori 3 - további magyar hang
- Csúcsfejek - további magyar hang
- Hátulgombolós hekus - Második Bobo (Mike Benitez)
- Jenki Zulu - Diehard (Wilson Dunster)
- Összeomlás - William `V-DLM` Foster (Michael Douglas)
- Óvóbácsi - Id. Alex Mason (Austin Pendleton)
- Super Mario Brothers - Koopa király (Dennis Hopper)
- A törpe bosszúja - Ozzie (Mark Holton)
- Bunyó karácsonyig - Dodge (Neil Summers)
- A Maszk - Burt Ripley (Johnny Williams)
- Mindenki másképp kívánja - Klaus Dieter (Heinrich Schafmeister)
- Négy esküvő és egy temetés - Gerald atya (Rowan Atkinson)
- Palira vettem a papát - további magyar hang
- Részeges karatemester 2 - Fu Wen-Chi tábornok (Chia-Liang Liu)
- Télapu - további magyar hang
- Apollo 13 - RETRO White (Googy Gress)
- Kongó - Wanta százados (Delroy Lindo)
- Hideglelés - Bill Butler (Michael Champion)
- A kalandor - Khao (Aki Aleong)
- Szép szőke herceg - Dick Braxton (Robert Goulet)
- Agyament Harry - Larry (Billy Crystal)
- Csenő manók - Mr. Ketyegő (Jim Broadbent)
- Az ember, aki túl keveset tudott - Wallace `Wally` Ritchie (Bill Murray)
- Tutira kamuzunk - Victor Benzakhem (Richard Bohringer)
- Riválisok - Figyelmeztetés nélkül - további magyar hang
- Szerelmes Shakespeare - Philip Henslowe (Geoffrey Rush)
- A távoli rokon - Tony Egan (Donal McCann)
- Álarcos komédia - Edgar testvér (Bob Hoskins)
- A tábornok lánya - Cal Seiver (Rick Dial)
- Tanúvédelem - Sharp (William Sadler)
- Bagger Vance legendája - Walter Hagen (Bruce McGill)
- Csupasz pisztoly a (z)űrben - további magyar hang
- Süti, nem süti - Tommy (Tony Darrow)
- Chihiro Szellemországban - főfelügyelő (Tsunehiko Kamijô)
- Az elveszett ereklye kalandorai - A Loculus-kód - további magyar hang
- Szikraváros – Cole polgármester (Bill Murray)
- Gosford Park - Probert (Derek Jacobi)
- A mexikói - Bernie Nayman (Bob Balaban)
- Nincs több suli - Mufurc igazgató (Dabney Coleman)
- O (Othello) - Duke Goulding edző (Martin Sheen)
- Tutira kamuzunk tovább - Vierhouten (Daniel Prévost)
- Asterix és Obelix: A Kleopátra-küldetés - mesélő (Pierre Tchernia)
- Széftörők - Toto (Michael Jeter)
- Apámra ütök - Carl Hughes (Dave Thomas)
- Kegyetlen bánásmód - Heinz báró (Jonathan Hadary)
- A Macska - Le a kalappal! - A Macska (Mike Myers)
- Dirty Dancing 2. - további magyar hang
- A félelem kórháza - további magyar hang
- A nemzet aranya - Sadusky (Harvey Keitel)
- Wallace és Gromit (gyurmafilm) - Wallace
- Nőies játékok - Sir Charles Sedley (Richard Griffiths)
- 8 mm 2. - Harrington nagykövet (Bruce Davison)
- Beépített szépség 2. - további magyar hang
- Elizabeth - további magyar hang
- A három testőr visszatér - Bonacieux (Jacques Spiesser)
- Harry Potter és a Tűz Serlege - Barty Kupor (Roger Lloyd-Pack)
- Twist Olivér - Fagin (Ben Kingsley)
- Fedőneve: Pipő - további magyar hang
- Felvéve - Dean Van Horne (Anthony Heald)
- Nagypályás kiskutyák - Sniffer (Don Knotts)
- Az éjszaka urai - Jack Shapiro százados (Tony Musante)
- Harry Potter és a Főnix Rendje - Sipor, a házi manó (Timothy Bateson)
- Hitman – A bérgyilkos - Smith Jamison ügynök (James Faulkner)
- Jesse James meggyilkolása, a tettes a gyáva Robert Ford - Timberlake seriff (Ted Levine)
- Ausztrália - Allsop ügyintéző (Barry Otto)
- Quantum csendje - Mr. White (Jesper Christensen)
- Kung Fu Panda - Mr. Ping (James Hong)
- Valkűr - Dr. Roland Freisler (Helmut Stauss)
- Kertitörpe-kommandó - Quicksilver
- Super Mario Bros.: A film - Cranky Kong (Fred Armisen)

Kétszer szinkronizálta John Hurtöt:
- A Gyűrűk ura - Aragorn
- Indiana Jones és a kristálykoponya királysága - Harold Oxley

Kétszer szinkronizálta Roddy McDowallt:
- Frászkarika - Peter Vincent
- Frászkarika 2. - Peter Vincent

Kétszer szinkronizálta Paul Whitehouse-t:
- Harry Potter és az azkabani fogoly - Sir Cadogan
- A halott menyasszony - William Van Dort

Kétszer szinkronizálta John Cleese-t:
- Shrek 2. - Harold király
- Harmadik Shrek - Harold király

Kétszer szinkronizálta Robin Williamst:
- A halászkirály legendája - Parry
- Jack - Jack Charles Powell

Kétszer szinkronizálta Pruitt Taylor Vince-t:
- S1m0ne - Max Sayer
- Azonosság - Malcolm Rivers

Háromszor szinkronizálta Bill Nighyt:
- Igazából szerelem - Billy Mack
- Rockhajó - Quentin
- Harry Potter és a Halál ereklyéi 1. - Rufus Scrimgeour

Kétszer szinkronizálta Jack Kehoe-t:
- A nagy balhé - Erie Kid
- A vadnyugat fiai 2. - Ashmun Upson

Kétszer szinkronizálta Kevin Conwayt:
- Gettysburg - „Buster” Kilrain őrmester
- A fekete lovag - Leo király

Kétszer szinkronizálta Joe Pescit:
- Volt egyszer egy Amerika - Frankie
- Casino - Nicky Santoro

Háromszor szinkronizálta Tim Curryt:
- Reszkessetek, betörők! 2. - Mr. Hector, főportás
- Haláli fegyver - Mr. Fűrész
- Garfield 2 - Herceg

Háromszor szinkronizálta Jonathan Pryce-t:
- A Karib-tenger kalózai: A Fekete Gyöngy átka - Weatherby Swann kormányzó
- Miről álmodik a lány? - Alistair Payne
- Bőrfejek - C.C. Frazier

Háromszor szinkronizálta Robert Englundot:
- Rémálom az Elm utcában 4. - Freddy Krueger
- Rémálom az Elm utcában 5. - Freddy Krueger
- Freddy vs. Jason - Freddy Krueger

Négyszer szinkronizálta Jim Varney-t:
- Ernest kereket old - Ernest P. Worrell
- Ernest suliba megy - Ernest P. Worrell
- Ernest nagy dobása - Ernest P. Worrell
- Ernest Afrikába megy - Ernest P. Worrell

Négyszer szinkronizálta Wallace Shawnt:
- Hálószobaablak - Henderson ügyvédje
- Pajzs a résen, avagy a Kanadai Sonka Hadművelet - Clark MacDonald kanadai miniszterelnök
- A Jade Skorpió átka - George Bond
- Jószomszédi iszony - Herman

Négyszer szinkronizálta Raymond Pellegrint:
- Big Man - 1 uncia=395 dollár - Tony Caruso felügyelő
- Big Man - A hamisítvány - Tony Caruso felügyelő
- Big Man - A bumeráng - Tony Caruso felügyelő
- Big Man - Egy különös biztosítás - Tony Caruso felügyelő

Ötször szinkronizálta Malcolm McDowellt:
- Tombol a hold - Bruce Pitchard
- Caligula - Gaius Germanicus Caligula császár
- Naplemente - Alfie Alperin
- Bobby Jones: Egy legenda születése - O.B. Keeler
- A fáraó bosszúja - Nathan Cairns

Hatszor szinkronizálta William H. Macyt:
- Pleasantville - George Parker
- Mobil - Mooney
- Szahara - Jim Sandecker admirális
- Thank You for Smoking - Ortolan K. Finistirre szenátor
- Inland Empire - bemondó
- Cincin lovag - Lester, Cincin apja

Nyolcszor szinkronizálta Kenneth Williamst:
- Folytassa a hajózást! - Leonard Marjoribanks elsőtiszt
- Folytassa, forradalmár! - Camembert
- Folytassa a Khyber-szorosban, avagy a britek helyzete Indiában - Kalabar khasija
- Folytassa a kempingben, avagy felejtsd el a hálózsákot! - Dr. Kenneth Soaper
- Folytassa külföldön! - Stuart Farquhar
- Folytassa, Dick! - Desmond Fancey kapitány
- Folytassa az ásatást! - Roland Crump professzor
- Folytassa, Emmanuelle - Émile Prévert

## Írasai

### Drámái
- Börtönszínház (1981)
- Meghódítjuk Amerikát! (1986)
- Sztriptíz-bár a Cityben (1991)
- Más és más (1995)
- Szinkron-kabaré (1995)[7]
- Mártírok (Pesti srácok) (1996)
- Király történet (1996)
- Család az Interneten (1997)
- Mindhalálig sex (1997)
- Kék bolygó-Jeruzsálem-Jeruzsálem (1998)
- My Folks Online (Angol fordítás) (2000)
- Prison Theatre (Angol fordítás) (2001)
- Miss Arizona – Szerelmes Komédiások (2007)
- Nejem a neten (2009)
- Édes Alkony (2010)
- Bazi nagy magyar lagzi (2011)
- Csengő-Bongó Királyság (2016)
- Csetlő-Botló Fajankó (2017)
- Egy bolond hármat csinál (2018)
- Józsefváros (2019)
- Jó estét nyár jó estét kedvesem (2020)

## Egyéb könyvei
- C. C. Kicker: Johanna és a médium, bűnügyi regény (Révy Eszterrel), 1984
- C. C. Kicker: Johanna és a Dräher utcai gyilkosság, bűnügyi regény (Révy Eszterrel), 1984
- Botrány a Sportcsarnokban, elbeszélés, 1987
- Lassú halál folyosója, regény, 1987
- Menekülés Erdélyből a Szentföldre, regény, 1988
- A Szentföld rabjai, regény, 1989[8]
- Fecsegő kulisszák, elbeszélés, 2024

## Díjai, elismerései
- Jászai Mari-díj (1973, 1987)
- Magyar Filmkritikusok Díja – Legjobb férfi alakítás díja (1973)
- SZOT-díj (1975)
- Érdemes művész (2011)
- Budapestért díj (2016)[9]
- A Magyar Érdemrend tisztikeresztje (2018)[10]
- Kossuth-díj (2021)[11]